# Fürstenberg/Havel
Fürstenberg/Havel es un municipio situado en el distrito de Alto Havel, en el estado federado de Brandeburgo (Alemania), a una altura de 50 metros. Su población a finales de 2016 era de 6000 habs. y su densidad poblacional, 30 hab/km².